# Assan Ceesay
Assan Ceesay (sinh ngày 17 tháng 3 năm 1994 ở Banjul) là một cầu thủ bóng đá người Gambia thi đấu ở vị trí tiền đạo cho FC Zürich tại Giải bóng đá vô địch quốc gia Thụy Sĩ.

## Sự nghiệp quốc tế

### Câu lạc bộ
Tính đến ngày 23 tháng 8 năm 2020
| Câu lạc bộ           | Mùa giải            | Giải đấu               | Giải đấu | Giải đấu | Cúp quốc gia | Cúp quốc gia | Châu lục | Châu lục | Tổng cộng | Tổng cộng |
| Câu lạc bộ           | Mùa giải            | Hạng                   | Trận     | Bàn      | Trận         | Bàn          | Trận     | Bàn      | Trận      | Bàn       |
| -------------------- | ------------------- | ---------------------- | -------- | -------- | ------------ | ------------ | -------- | -------- | --------- | --------- |
| FC Lugano            | 2016–17             | Swiss Super League     | 12       | 1        | 1            | 0            | —        | —        | 13        | 1         |
| FC Lugano            | 2018–19             | Swiss Super League     | 5        | 2        | 0            | 0            | —        | —        | 5         | 2         |
| FC Lugano            | Tổng cộng           | Tổng cộng              | 17       | 3        | 1            | 0            | 0        | 0        | 18        | 3         |
| FC Chiasso (mượn)    | 2017–18             | Swiss Challenge League | 31       | 8        | 1            | 0            | —        | —        | 32        | 8         |
| FC Zürich            | 2018–19             | Swiss Super League     | 22       | 3        | 3            | 2            | 5        | 0        | 30        | 5         |
| FC Zürich            | 2019–20             | Swiss Super League     | 12       | 1        | 2            | 0            | 0        | 0        | 14        | 1         |
| FC Zürich            | Tổng cộng           | Tổng cộng              | 34       | 4        | 5            | 2            | 5        | 0        | 44        | 6         |
| VfL Osnabrück (mượn) | 2019–20             | 2. Bundesliga          | 11       | 1        | 0            | 0            | —        | —        | 11        | 1         |
| Tổng cộng sự nghiệp  | Tổng cộng sự nghiệp | Tổng cộng sự nghiệp    | 93       | 16       | 7            | 2            | 5        | 0        | 105       | 18        |

### Bàn thắng quốc tế
Tỉ số và kết quả liệt kê bàn thắng của Gambia trước.
| #  | Ngày                 | Địa điểm                                               | Đối thủ        | Tỉ số | Kết quả | Giải đấu                 |
| -- | -------------------- | ------------------------------------------------------ | -------------- | ----- | ------- | ------------------------ |
| 1. | 23 tháng 3 năm 2018  | Sân vận động Độc lập, Bakau, Gambia                    | Trung Phi      | 1–0   | 1–1     | Giao hữu                 |
| 2. | 8 tháng 9 năm 2018   | Sân vận động Độc lập, Bakau, Gambia                    | Algérie        | 1–1   | 1–1     | Vòng loại CAN 2019       |
| 3. | 12 tháng 10 năm 2018 | Sân vận động Général Eyadema, Lomé, Togo               | Togo           | 1–0   | 1–1     | Vòng loại CAN 2019       |
| 4. | 10 tháng 9 năm 2019  | Sân vận động 11 tháng 11, Luanda, Angola               | Angola         | 1–1   | 1–2     | Vòng loại World Cup 2022 |
| 5. | 13 tháng 11 năm 2019 | Sân vận động 11 tháng 11, Luanda, Angola               | Angola         | 1–1   | 3–1     | Vòng loại CAN 2021       |
| 6. | 13 tháng 11 năm 2019 | Sân vận động 11 tháng 11, Luanda, Angola               | Angola         | 2–1   | 3–1     | Vòng loại CAN 2021       |
| 7. | 9 tháng 10 năm 2020  | Sân vận động Trung tâm Bela Vista, Parchal, Bồ Đào Nha | Cộng hòa Congo | 1–0   | 1–0     | Giao hữu                 |
| 8. | 25 tháng 3 năm 2021  | Sân vận động Độc lập, Bakau, Gambia                    | Angola         | 1–0   | 1–0     | Vòng loại CAN 2021       |
| 9  | 9 tháng 10 năm 2021  | Sân vận động El Abdi, El Jadida, Maroc                 | Sierra Leone   | 1–0   | 1–2     | Giao hữu                 |
| 10 | 12 tháng 10 năm 2021 | Sân vận động El Abdi, El Jadida, Maroc                 | Nam Sudan      | 2–0   | 2–1     | Giao hữu                 |
| 11 | 12 tháng 10 năm 2021 | Sân vận động El Abdi, El Jadida, Maroc                 | Nam Sudan      | 2–0   | 2–1     | Giao hữu                 |
| 12 | 29 tháng 3 năm 2022  | Stade Adrar, Agadir, Maroc                             | Tchad          | 1–1   | 2–2     | Vòng loại CAN 2023       |
| 13 | 29 tháng 3 năm 2022  | Stade Adrar, Agadir, Maroc                             | Tchad          | 2–1   | 2–2     | Vòng loại CAN 2023       |